# 色川三中
色川 三中（いろかわ みなか、1801年8月3日（享和元年6月24日） - 1855年8月5日（安政2年6月23日））は、江戸時代の国学者、商人。諱は英明。幼名は桂輔、通称は弥三郎、三郎兵衛。東海、瑞霞圓と号した。

## 経歴
常陸国土浦藩の城下田宿町に生まれる。薬種商と醤油製造業を兼業する色川英恵の長男。母は富（とみ）、祖父は英章。色川家は元は紀伊国牟婁郡色川村の土豪で、後に常陸国信太郡小岩田村に移って小田氏に仕えたが、主家没落後は土浦に住み、後に薬種業を起こしたとされる。土浦藩では貞享4年に藩主となった土屋政直が醤油生産を奨励し、色川家でも正徳・享保年間に当主武英が創業したと考えられている。宝暦6年には城下川口町に醸造所を開設し、組合仲間の有力な一員となっている。
文化10年（1813年）に江戸橘町の商家大坂屋で奉公し、文化12年8月に土浦に帰郷する。文政8年（1825年）には父の英恵が死去し、家業を継ぐ。三中の代には城下において醤油醸造業者が増加して組合仲間の権益が脅かされていたが家運再興に尽力し、天保2年（1831年）頃までには不振であった家業を安定させることに成功する。弟の美年（みとし）に本店を譲り薬種商を任せ、三中は川口町の支店において醤油醸造業に専念した。この頃には江戸城本丸西丸の醤油御用を命ぜられ、川口河岸から御用船で積み出した。
一方、幼い頃から好学で書物を精読しており、和歌や国学に興味を抱き、休暇を確保しては学究に努め、歌会にも出席していた。また、天保5年（1834年）に平田篤胤、天保7年（1836年）に橘守部に入門して、彼らから啓蒙を受けた。古典の研究にも勤しみ、古文書の蒐集や古代の制度、とりわけ度量衡や田令の分析にも尽力し、半ば散逸していた中山信名の著述を回収して纏め上げるなどした。黒川春村、山崎知雄らと交流があり、佐久良東雄とは義兄弟、また伊能穎則、久米幹文らに影響を与えている。主な著作に『田令図解抄』『度量衡考』『瑞霞園筆記』『家事誌』がある。
安政2年（1855年）に没し、土浦の神龍寺に葬られ、境内には記念碑が建つ。人物は温厚篤実、敬神尊皇の念とりわけ深く、大正期に入り特旨を以って正五位に叙せられた。

## 家族
- 父の英恵は筑波郡矢田部村の今川伝左衛門の三男で、土浦の色川章英の娘の婿養子[1][2]。
- 母の富（のち門）は色川章英の長女[2]。
- 妻は4人迎えた[3]。
  - 養嗣子に従弟の木村政吉を迎え、三中の娘婿の身内を妻とした。政吉は三中没後家督を継ぎ、色川三郎兵衛（貞興）を襲名、醤油業に従事した[4]。
  - 養孫に代議士・色川三郎兵衛英俊(旧名・幸八郎。政吉の娘婿)。その娘婿に湯本武比古、伊沢多喜男。伊沢の子に飯沢匡がいる。
- 次弟の色川美年は三中が分家し醤油業を引き継いだ際に、本家の薬種業を引き継ぎ、徳右衛門を名乗り、田宿町で製薬・歯磨き製造販売に従事した[5]。
  - 美年の家は次男が徳右衛門を襲名、その長男は美年の弟・御蔭の家の嗣子に入り、次男恵一が家督を継ぎ薬剤師となった[5]。
- 三弟の色川御蔭（旧名・忠三郎、1815-1873）は旗本牧野家に勤仕ののち三中の醤油業を手伝ったが、商売を嫌い、江戸矢来町に一家で転居[5]。度重なる霞ケ浦の洪水を憂い、『防逆水私議』を著した文人であった[6]。
  - 御蔭の三男に富士製紙常務の色川誠一[4][7]。誠一の子に海軍大佐の色川武夫、安田信託銀行幹部となった色川干城（1887年生、東大卒）、沼田恵範の妻となった倭文子（1908年生）がおり、武夫の子に色川武大がいる[4][8][9][10]。家督は美年の孫・徳太郎が養嗣子として継いだ[5]。干城の岳父・桑折城方は伊達宗城の家臣で娘婿[11]。